# Malanquilla (kommunhuvudort)
Malanquilla är en kommunhuvudort i Spanien.   Den ligger i provinsen Provincia de Zaragoza och regionen Aragonien, i den nordöstra delen av landet, 200 km nordost om huvudstaden Madrid. Malanquilla ligger 1 050 meter över havet och antalet invånare är 130.
Terrängen runt Malanquilla är huvudsakligen kuperad, men åt nordväst är den platt. Runt Malanquilla är det mycket glesbefolkat, med 4 invånare per kvadratkilometer. Närmaste större samhälle är Villarroya de la Sierra, 13,9 km sydost om Malanquilla. Omgivningarna runt Malanquilla är i huvudsak ett öppet busklandskap.